# 凹仔西安宮
22°56′07″N 120°14′42″E / 22.93529°N 120.24507°E

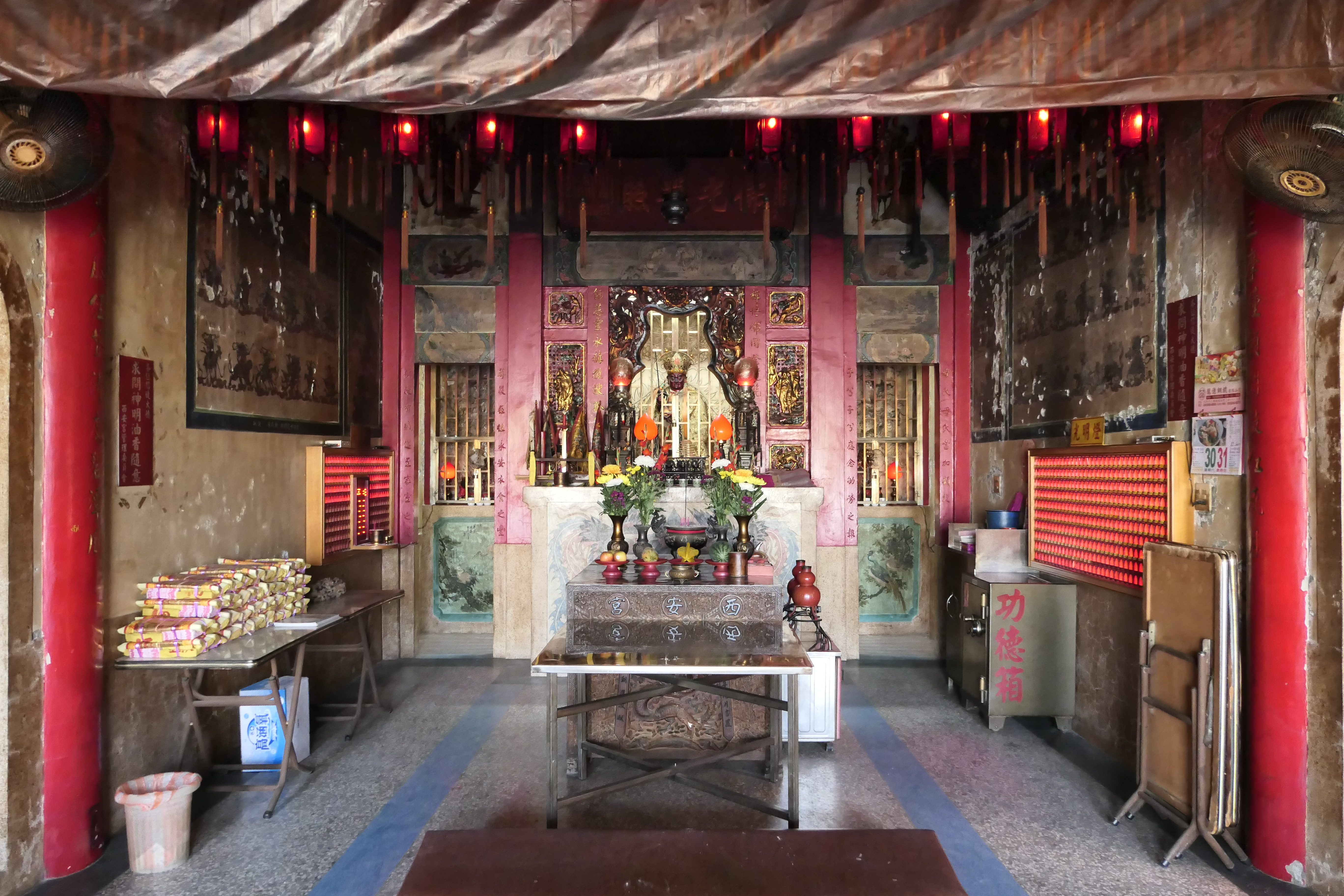
凹仔西安宮內景

凹仔西安宮位於臺灣臺南市仁德區，是主祀禪師菩薩的廟宇，凹仔的庄廟。

## 沿革
據說過去在明鄭時期，有從福建省泉州來的移民將禪師菩薩神像帶到凹仔。原為林氏家族供奉，後因神威顯赫而改由境內信眾輪流奉祀。後來到了民國60年（1971年），當地居民決定建廟。工程自該年（1971年）12月26日開始動工，於民國63年（1974年）3月4日落成。到了民國80年（1991年），廟方管委會募款重修。

## 祭祀

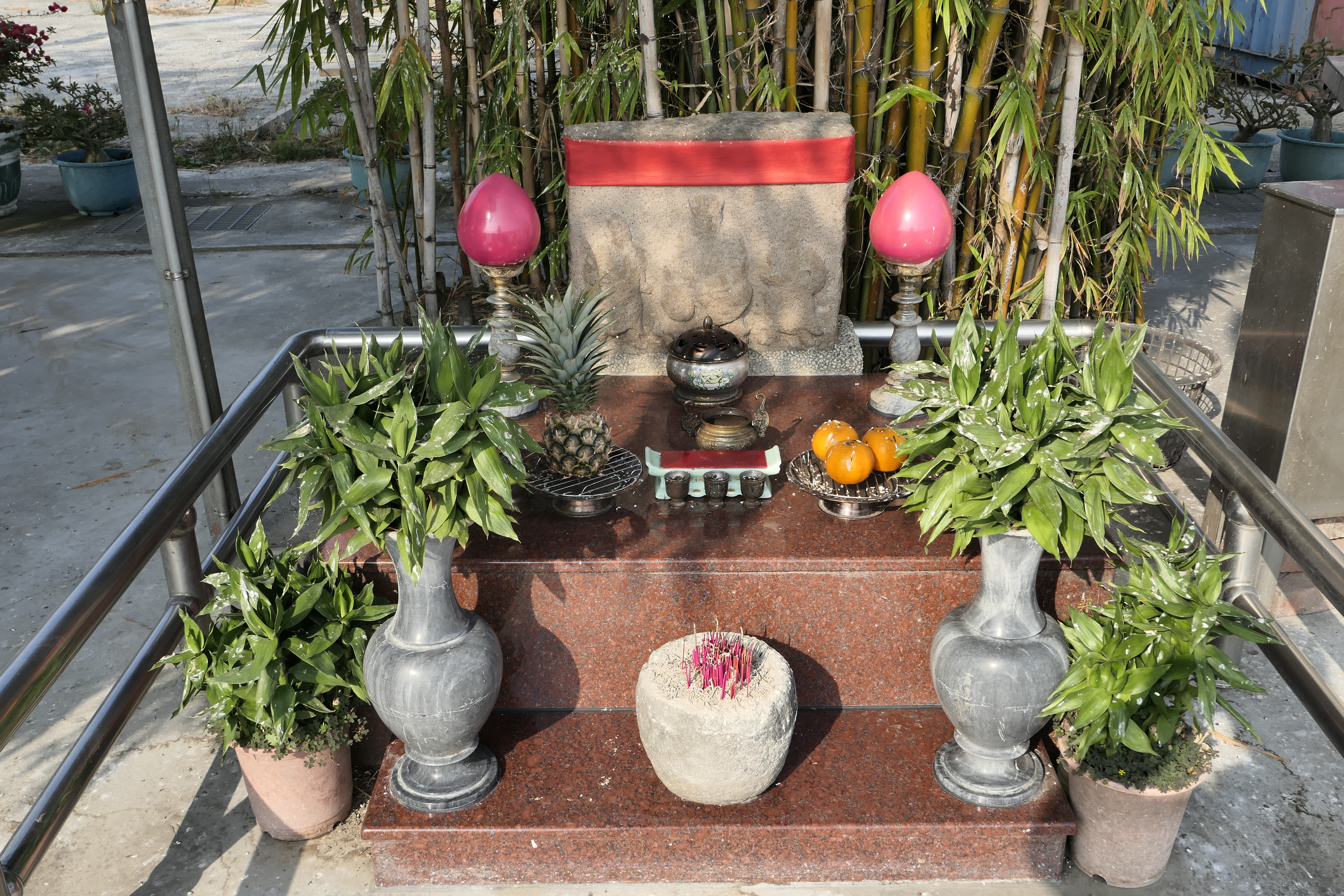
石頭祖師

西安宮除了主祀的禪師菩薩之外，還供奉有三媽娘娘、太子爺、福德正神、註生娘娘、虎爺、石頭祖師等神祇。而石頭祖師並不供奉在廟中，而是在廟前廣場的另一側，是雕有三尊神像的石碑。此外太子爺（中壇元帥）來自港仔墘五帝廟，廢庄後被迎回凹仔供奉。
該廟跟上崙崑崙宮、中軍宫、蔦松腳開農宮、車路墘保安宮、三甲三爺宮有交陪關係。